# 西河紀男
西河 紀男（にしかわ のりお、1936年（昭和11年）2月11日 - ）は、日本の実業家。公益財団法人ひょうごコミュニティ財団 副代表理事。元三ツ星ベルト株式会社代表取締役会長・神戸空港ターミナル株式会社取締役会長。

## 概要
灘中学校・高等学校出身。甲南大学では予科練から戻った満州国からの引揚げ者から刺激を受ける。阪神・淡路大震災で火災に見舞われた神戸市長田区にゴム製品を作る等、神戸経済に貢献。2003年（平成15年）に社会貢献に対する表彰として「渋沢栄一賞」を受賞。

## 経歴
- 1936年（昭和11年）2月11日 - 兵庫県神戸市生まれ
- 1961年（昭和36年） - 灘中学校・高等学校卒業
- 1958年（昭和33年） - 甲南大学経済学部卒業[2]
  - 3月 -  阪神内燃機工業株式会社入社
- 1990年 - 三ツ星ベルト株式会社入社
- 1995年 - 代表取締役社長
- 2007年 - 取締役会長
- 2016年 - 環境大臣表彰